# 솜혜빈
솜혜빈(1996년 11월 27일 ~ )은 대한민국의 모델, 가수이다. 2019년 싱글 앨범 [Mini Radio]로 데뷔했다.

## 방송
- 아이돌학교 (2017) - 41위

## 음반
- Mini Radio (2019)
- same here (2019)
- 고요히 가라앉아 공허하네 (2024)
- Romantic Blue (2024)
- Love, Hug, Hurdle (2024)
- oh, my daisy (2024)
- The Last Day of Earth (2024)